# Miguel Gamborino

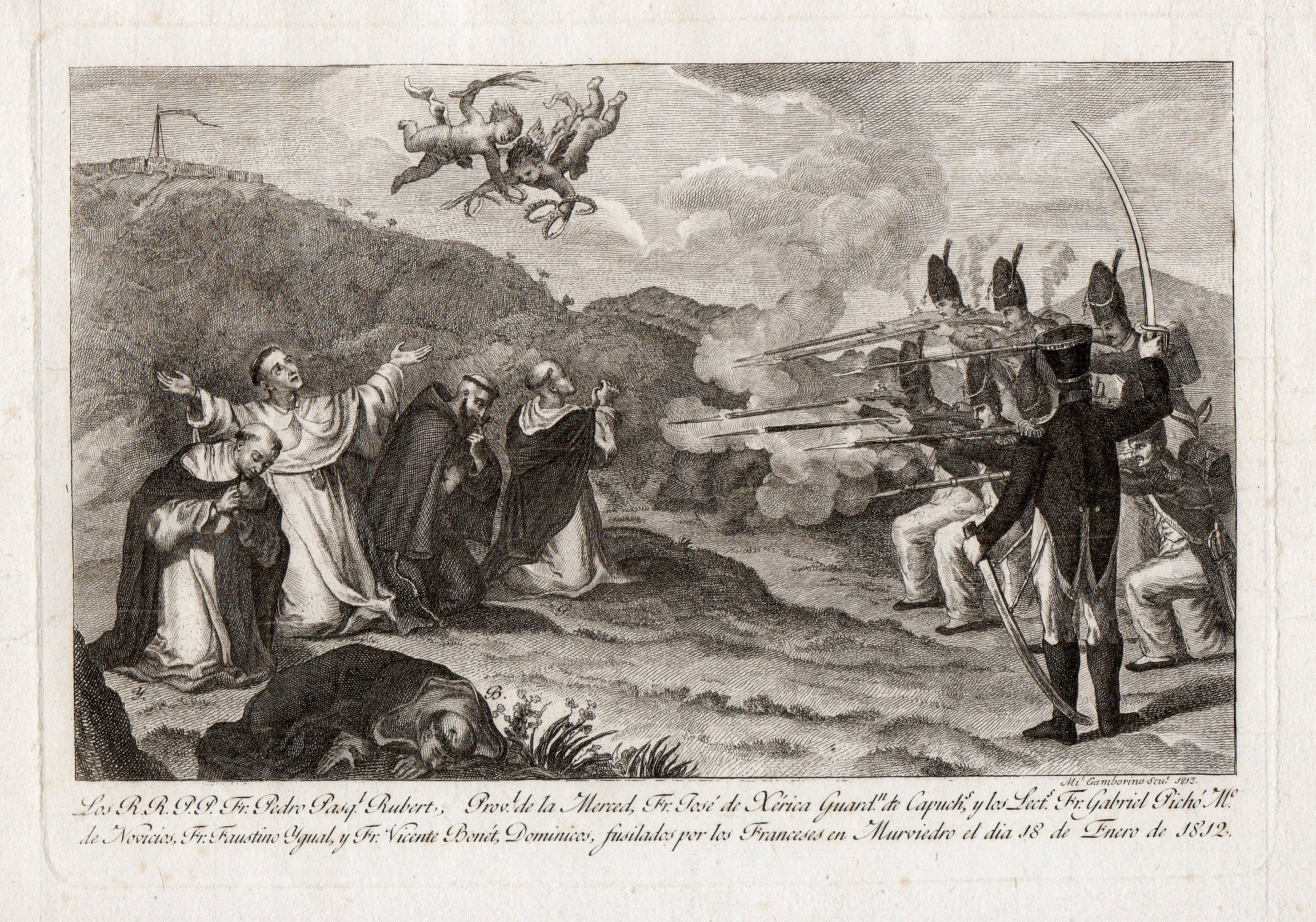
Los cinco religiosos fusilados en Murviedro, grabado al aguafuerte y buril de Miguel Gamborino sobre dibujo de Andrés Crua, hacia 1813. Biblioteca Nacional de España.

Miguel Gamborino (Valencia, 1760-Madrid, 1828) fue un grabador ilustrado español.

## Biografía
Formado inicialmente en la Real Academia de Bellas Artes de San Carlos, en 1781 se trasladó a Barcelona donde, además de perfeccionarse en el grabado en la Escuela Gratuita de Dibujo asistiendo a las clases de Pasqual Pere Moles, participó en las primeras experiencias aerostáticas de las que dejó un opúsculo impreso por Francisco Suria en 1784 titulado Experiencias aerostáticas en Barcelona. ¿Qué falta para volar? Que cueste poco, llevando en el frontispicio un grabado del mismo autor con un globo alzándose en vuelo.
En 1785 se le documenta en Madrid, matriculado en la Real Academia de Bellas Artes de San Fernando. A partir de 1787 se encuentra su firma en numerosas ilustraciones de libros de carácter tanto científico como literario, como pueden ser las muchas estampas botánicas que grabó para los Icones et descriptiones plantarum de Cavanilles (Madrid, Imprenta Real, 1791-1801), los grabados de los Viages de Enrique Wanton al país de las monas, novela filosófica de Zaccaria Seriman (Imprenta Real, 1800), o las ilustraciones para la Biblia impresa por Antonio Baylo (Madrid, 1790), muchas de ellas por dibujo propio. Participó también en algunas de las más ambiciosas publicaciones de carácter oficial, como la serie de los Retratos de los Españoles ilustres (Imprenta Real, 1791), para la que ejecutó los retratos de Jerónimo Zurita y Fray Luis de Granada, o las Observaciones sobre la historia natural, geografía, agricultura, poblaciones y frutos del Reyno de Valencia de Cavanilles (Imprenta Real, 1795-1797), para la que grabó vistas de las poblaciones de Ares del Maestre y Bañeres. Grabó además estampas sueltas de devoción, entre ellas una serie dedicada al Via Crucis a partir de dibujos de Vicente López (Calcografía Nacional, 1798-1800), y de divulgación de obras artísticas, como una reproducción del Ecce Homo de Juan de Juanes guardado en el Palacio Real (1809).
Al estallar la Guerra de la Independencia Española realizó un retrato de Napoleón con destino al Catecismo para el uso de todas las iglesias del Imperio francés (Madrid, Collado, 1808), pero es más conocido como autor de los grabados antifranceses publicados en las Memorias históricas de la vida y muerte de Pedro Pascual Rubert, Josef de Xérica, Faustino Igual, Gabriel Pichó y Vicente Bonet, fusilados por los franceses en Murviedro el 18 de enero de 1812 (Valencia, José Tomás Nebot, 1813), entre los que destaca el primero de los aguafuertes de la serie titulada Los cinco religiosos fusilados en Murviedro, por haberse apuntado ciertas semejanzas con el lienzo de Goya El tres de mayo de 1808 en Madrid, que podría haber sido influido por el grabado en la composición general y en algunas posturas y gestos de las víctimas.
Concluida la guerra hizo un retrato del rey Fernando VII y dedicó otra serie de grabados sobre dibujos de Planella a la conspiración de Barcelona de 1809 y su represión por las tropas francesas (1815). Con la restauración del absolutismo Gamborino ilustró los Cantos pastorales de A. Pope (Madrid, Imprenta de M. de Burgos, 1817) y el Breviarium Romanum (Madrid, Real Compañía de Libreros, 1827), entre otras obras pías y estampas sueltas de devoción, además de retratos de Fernando VII (1823 y 1828) y de sus esposas María Isabel de Braganza y María Josefa Amalia de Sajonia. También concluyó la más divulgada de sus obras: los dieciocho grabados calcográficos de Los gritos de Madrid (1809-1816), colección de setenta y dos pregones voceados por los vendedores callejeros que recorrían Madrid ofreciendo sus mercancías, lo que hace de él uno de los iniciadores de la estampa costumbrista. En sus últimos años ensayó la técnica litográfica, con la que realizó una estampa titulada San José conduce de la mano a la LUZ del mundo, firmada «Bartolomé Murillo lo pintó / Mig.l Gamborino lo litog.º en 1827».